# 上長田村
上長田村（かみながたそん）は、鳥取県西伯郡にあった村。現在の西伯郡南部町の一部にあたる。

## 地理
法勝寺川の上流域一帯と、同支流の入蔵川・騂牛川・赤谷川流域の山間部に位置していた。

## 歴史
- 1889年（明治22年）10月1日、町村制の施行により、会見郡大木屋村、上中谷村、能竹村、下中谷村が合併して村制施行し、上長田村が発足[1][2]。旧村名を継承した大木屋、上中谷、能竹、下中谷の4大字を編成[2]。会見郡東長田村と組合村を1913年（大正2年）まで結成し、組合役場を大字能竹に置いた[3]。
  - 同年、大字能竹に上長田駐在所を開設[2]。1897年（明治30年）焼失したため大字下中谷に一時移転し、1903年（明治36年）能竹に新築移転した[2]。
- 1896年（明治29年）4月1日、郡の統合により西伯郡に所属[2]。
- 1918年（大正7年）大字上中谷に上長田郵便局開設[2]。
- 1955年（昭和30年）3月30日、西伯郡天津村、大国村、法勝寺村、東長田村と合併し、町制施行し西伯町を新設して廃止された[1][2]。合併後、西伯町大字大木屋・上中谷・能竹・下中谷となる[2]。

## 産業
- 農業、商業、工業[2]

## 教育
- 1888年（明治21年）上中谷村定常の中谷小学校が中谷簡易小学校に改称[4]。1892年（明治25年）上長田尋常小学校に改称[2]。1941年（昭和16年）上長田国民学校に改称[2]。1947年（昭和22年）上長田小学校に改称[2]。1968年（昭和43年）西伯小学校に統合され閉校[4]。